# Katanagatari
Katanagatari (刀語? lett. "Storia di spade") è una serie di light novel scritta da Nisio Isin ed illustrata da Take. L'opera è edita da Kōdansha sotto l'etichetta della Kōdansha Box e i dodici volumi pubblicati sono stati messi in vendita tra gennaio e dicembre 2007 al ritmo di un tomo al mese.
White Fox ha adattato la serie in un anime di dodici episodi, che sono stati trasmessi uno al mese dal 26 gennaio all'11 dicembre 2010. La serie è andata poi in onda una seconda volta, con una sigla d'apertura e chiusura diverse, nel contenitore noitaminA della Fuji TV tra aprile e giugno 2013.

## Trama
La serie è ambientata nel Giappone del XVIII secolo, in epoca Edo, e più precisamente nel periodo di massimo splendore degli shogun. Nel corso della sua carriera nel periodo Sengoku, il prodigioso fabbro Shikizaki Kiki ha creato mille spade: le sue ultime dodici forgiate sono considerate da tutti come i suoi capolavori, per la loro bellezza ma soprattutto per i loro temibili e distruttivi poteri. Associato a questi poteri vi è anche un devastante veleno che si dice riesca a corrompere ogni possessore di una delle dodici katana leggendarie. A Togame, ambiziosa stratega agli ordini dello Shogun, viene ordinato di trovare le dodici spade leggendarie. Precedentemente erano stati mandati combattenti di ogni tipo per recuperare i capolavori di Shikizaki, ma ognuno di essi, corrotto dal veleno, volle tenere per sé la rispettiva katana, rendendo così ancora più difficile il loro ottenimento. Sarà proprio questo il difficile compito dell'autonominata stratega Togame, la quale chiederà aiuto a Yasuri Shichika, ultimo erede della scuola Kyotōryū, uno stile che permette al ragazzo di combattere con efficacia a mani nude contro avversari armati di spade. Comincia quindi la loro avventura assieme. Tra romanticismo comico ed avventura si svolgeranno le ricerche delle dodici katana.

## Episodi
| Nº | Giapponese 「Kanji」 - Rōmaji  | In onda           | In onda |
| Nº | Giapponese 「Kanji」 - Rōmaji  | Giapponese        |         |
| 1  | 「絶刀・鉋」 - Zettō・Kanna    | 25 gennaio 2010   |         |
| 2  | 「斬刀・鈍」 - Zantō Namakura  | 8 febbraio 2010   |         |
| 3  | 「千刀・鎩」 - Sentō・Tsurugi  | 8 marzo 2010      |         |
| 4  | 「薄刀・針」 - Hakutō・Hari    | 16 aprile 2010    |         |
| 5  | 「賊刀・鎧」 - Zokutō・Yoroi   | 21 maggio 2010    |         |
| 6  | 「双刀・鎚」 - Sōtō・Kanazuchi | 4 giugno 2010     |         |
| 7  | 「悪刀・鐚」 - Akutō・Bita     | 9 luglio 2010     |         |
| 8  | 「微刀・釵」 - Bitō・Kanzashi  | 13 agosto 2010    |         |
| 9  | 「王刀・鋸」 - Ōtō Nokogiri    | 10 settembre 2010 |         |
| 10 | 「誠刀・銓」 - Seitō・Hakari   | 15 ottobre 2010   |         |
| 11 | 「毒刀・鍍」 - Dokutō Mekki    | 12 novembre 2010  |         |
| 12 | 「炎刀・銃」 - Entō Jū         | 10 dicembre 2010  |         |